# Ploum ploum (hebdomadaire)
Ploum ploum est un journal imprimé hebdomadaire pour la radio et qui a pour rédacteur en chef Jean Lec. Son sous-titre « Journal radio-humoristique paraissant le mardi ».
Il ne doit pas être confondu avec le journal satirique Le Grelot qui parut de 1945 à 1946 surnommé également Ploum ploum.

## Source
- n°1 de Ploum ploum (portant en sous titre « tra la la »
- n° 12 de Ploum ploum du 23 juillet 1946